# Toscano (olio di oliva)
Toscano è un tipo di olio extravergine di oliva ad indicazione geografica protetta le cui fasi di produzione delle olive, frangitura e imbottigliamento devono avvenire nell'ambito del territorio amministrativo della Regione toscana.
Un olio extravergine di oliva può fregiarsi della denominazione "Toscano" soltanto con la rispondenza ai requisiti chimico-fisici e sensoriali previsti dall'apposito disciplinare di produzione.
L'indicazione geografica protetta "Toscano" può essere accompagnata da una delle seguenti menzioni geografiche aggiuntive "Seggiano", "Colline Lucchesi", "Colline della Lunigiana", "Colline di Arezzo", "Colline Senesi", "Colline di Firenze", "Montalbano", "Monti Pisani" se l'olio risponde alle condizioni e ai requisiti del disciplinare.

## Le aziende
Le aziende iscritte al Consorzio per la Tutela e la Valorizzazione dell'Olio Toscano IGP sono più di 11.000 di cui oltre 300 frantoi (su circa 400 presenti in Toscana). La distribuzione geografica della base associativa vede una netta prevalenza delle province di Grosseto, Firenze e Siena con relativa copertura territoriale pari al 67.5%. Le province di Livorno, Arezzo, Pisa e Pistoia il 30.3%. Il restante 2.2% è distribuito nelle province di Lucca, Prato e Massa.
Le aziende produttrici coprono il 43% della superficie catastale iscritta (42.000 ettari su 97.000) ed il 44% delle piante iscritte della regione (6.5 milioni su 15).

## Tracciabilità
Il Toscano è un olio garantito e controllato in ogni fase della sua produzione. Il consumatore, inserendo il numero impresso sul contrassegno e la capacità della confezione sul sito del Consorzio di Tutela, ha modo di conoscere chi ha coltivato le olive, chi le ha frante e chi ha imbottigliato l'olio scelto.